# کیونپ
کیونپ (QNAP) یک شرکت تایوانی است که به صورت تخصصی در زمینه ارائه راهکارهای تحت شبکه برای به اشتراک گذاری فایل، مجازی سازی، مدیریت حافظه و کاربردهای نظارت تصویری فعال است و به نیازهای کاربران در سطوح سازمانی، شرکت‌های کوچک و متوسط و کاربردهای خانگی پاسخ می‌دهد.

## تاریخچه
کیونپ (به انگلیسی: QNAP) مخفف عبارت "Quality Network Appliance Provider" - به معنای ارائه دهنده تجهیزات مرغوب تحت شبکه - در سال ۲۰۰۴ به عنوان زیر مجموعه یک شرکت ارائه دهنده خدمات رایانه ای صنعتی در تایوان به نام IEI Integration تأسیس شد. کیونپ پیش از این به عنوان یک دپارتمان تجهیزات اینترنتی در گروه IEI فعالیت می‌نمود و تمرکز اصلی آن در ذخیره‌سازهای تحت شبکه، نظارت تصویری دیجیتال و ارتباطات پیامی بود. در سال ۲۰۰۴، این دپارتمان فعالیت خود را با نام QNAP System Inc. و به صورت یک شرکت مستقل آغاز نمود. شرکت کیونپ در سال ۲۰۰۶از اولین دستگاه NASخود با رابط SATA تحت عنوان Turbo NAS TS-101 رونمایی کرد.

## معرفی شرکت

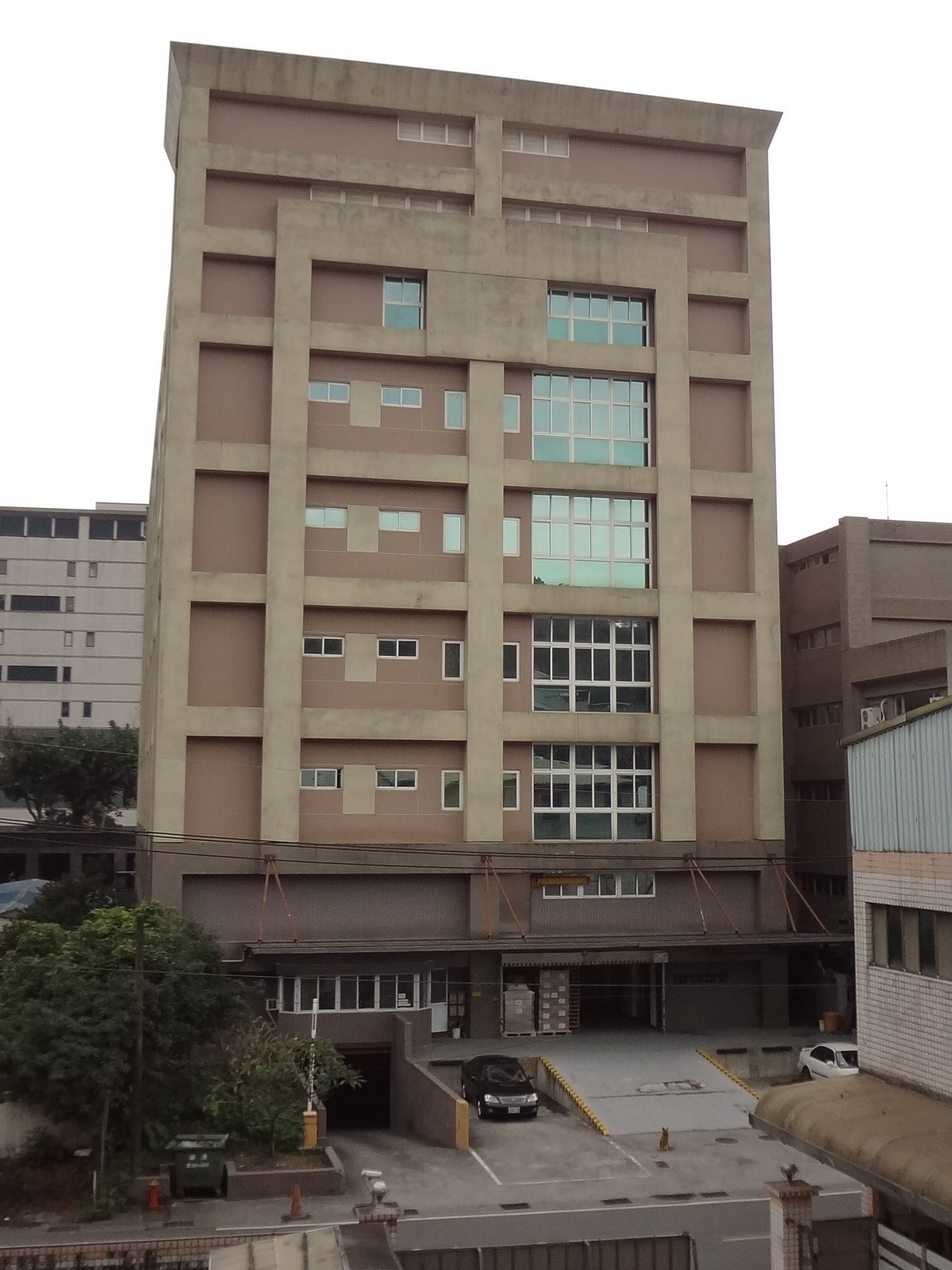
QNAP Qidu گیاه در Qidu منطقهبا کیلونگتایوان

شرکت کیونپ در سال ۲۰۰۴ تأسیس شده است و مقر اصلی آن در شهر جدیدتایپه در تایوان قرار دار. کیونپ همچنین دفاتری در پومونا، پکن، شانگهای، شنژن، بریتانیا، هلند و آلمان دارد. کیونپ از سال ۲۰۱۱ به عنوان عضو وابسته در اتحاد سیستم‌های هوشمند اینتل حضور دارد. کیونپ یکی از تولیدکنندگان جهانی دستگاه‌های NAS به‌شمار می‌رود و در سال ۲۰۱۱ با کسب سهم بازار ۱۳٫۸٪ بر مبنای تعداد دستگاه به فروش رسیده، در این بازار رتبه دوم را کسب کند. کیونپ در حال حاضر بیش از ۱۰۰۰ نفر پرسنل در سراسر جهان دارد.

## بررسی کلی محصولات

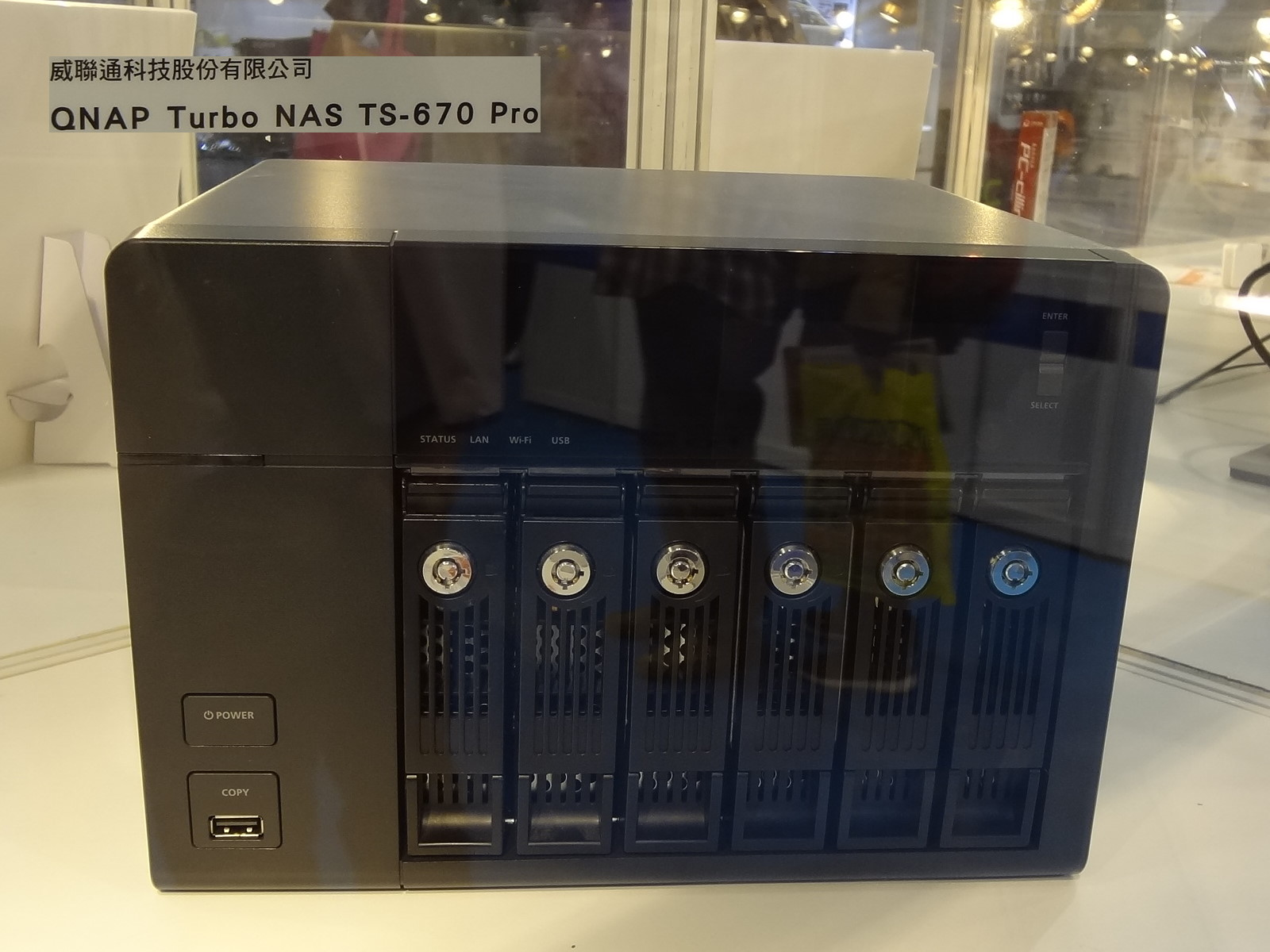
QNAP Turbo NAS TS-670 Pro

محصولات اصلی کیونپ شامل ذخیره‌سازهای تحت شبکه (NAS)، دستگاه‌های ضبط ویدئوی تحت شبکه (NVR) و دستگاه‌های علائنم دیجیتال (Digital Signage) هستند. خطوط تولید و خدمات کیونپ شامل سری‌های Turbo NAS, VioStor NVR، پخش کننده‌های Digital Signage و کنترلرهای Video Wall می‌باشد.

## دستاورد
- دریافت ISO 27001:2013 گواهینامه مدیریت امنیت اطلاعات در سال 2014.[۱]
- HS-210 Turbo NAS دریافت ۲۰۱۴ اگر محصول جایزه طراحی[۲]
- TS-469 Pro Turbo NAS برجسته در PCWorld's 50 بهترین محصولات با تکنولوژی سال 2013[۳]